# Mitteldeutsche 7er-Meisterschaft im Rugby
Die Mitteldeutsche 7er-Meisterschaft im Rugby ist ein Vereinspielwettbewerb für Rugby-Vereine im 7er-Bereich.
Teilnahmeberechtigt sind Rugby-Vereine, Rugby-Abteilungen und Universitätssportgruppen der Bundesländer Sachsen, Sachsen-Anhalt und Thüringen. Vereine andere Bundesländer können die Teilnahme beantragen.

## Geschichte

### Vor 2000
Vor dem Jahr 2000 bestehen in Mitteldeutschland nur eine Handvoll Rugbyvereine. Neben den beiden sächsischen Vertretern Leipzig und Dresden sind da noch die Vereine aus Halle, Erfurt, Jena und Gera. Der Rugbyverein Dresden hat dabei im Jahr 2000 eine Ausstrahlung von ca. 80 km und erreicht junge Leute unter anderem in Freiberg, Zittau und Riesa. In den Folgejahren halten die Dresdner Verantwortlichen immer wieder Kontakt zu den einzelnen „Rugbyverrückten“ außerhalb der Stadt. Diese nehmen immer wieder an Trainingseinheiten in Dresden teil.

### 2000–2007
Im Jahr 2005 wird dann in Freiberg eine Rugby–Arbeitsgemeinschaft am Gymnasium etabliert. In Zittau wird eine Rugby-Abteilung eines Vereins gegründet. Anfang des Jahres 2006 wird aus der Rugby-Arbeitsgemeinschaft in Freiberg eine Abteilung eines Vereins, da die meisten Rugbyspieler die Schule verlassen haben. Zu einer Sitzung der RL-Spielkommission des DRV in Jena, werden die beiden neuen Vereine aus Freiberg und Zittau eingeladen, um auszuloten, was im 15er-Bereich mit beiden Vereinen möglich wäre. Gleichzeitig zeigt sich, dass viele Vereine in Sachsen, Sachsen-Anhalt und Thüringen zu mitgliederschwach sind, um 15er-Rugby zu spielen. Das in diesem Jahr durchgeführte Saxon Sevens in Dresden zeigt, dass es eine Rugbyszene in Sachsen bzw. Mitteldeutschland gibt, die fürs 15er zu klein, aber für den Spaß an der Freude und das Zwischenmenschliche (Rugbyspirit) genau richtig ist. Daraufhin wird im 2. Halbjahr 2006 wird eine „anarchistische Rugby-Liga“ ins Leben gerufen. Man trifft sich an unterschiedlichen Plätzen um gemeinsam 7s-Rugby zu spielen. Der Zusammenhalt unter den einzelnen Verein wächst und es entsteht ein Freundesnetzwerk.
Anfang 2007 gehören dann 7 Mannschaften aus Mitteldeutschland zum festen Kreis der Rugby-7-Verrückten. Alle Beteiligten sind sich bewusst, dass es ein Regelwerk braucht, um feste Strukturen zu finden. Dieses erste Regelwerk mit wenigen Punkten wird eingeführt. Die Grundlage davon bildet das Prinzip der polnischen 7er-Liga, in welcher 20 Vereine aus ganz Polen gemeinsam Rugby-7 spielen. Im Frühsommer startet der erste Versuch. Sieben Mannschaften finden sich zusammen und gründen die Mitteldeutsche 7er-Liga im Rugby. Sie gibt sich einen festen Spielplan und erste Strukturen. Wichtig ist allen dabei, dass es eine Eigenorganisation ist, da die Landesverbände oder der DRV am Projekt, oder deren Idee dahinter, kein Interesse zeigen. Die Liga wird immer nur in einem Halbjahr, also Herbst 2007 gespielt. Über die Homepage www.rugbyweb.de werden die Ergebnisse bekannt gemacht. Die Vereine beteiligen sich nach ihren Möglichkeiten an der Durchführung der Liga. Sechs Turniere werden ausgespielt und der EPRC aus Gera wird erster Meister. Den Vereinen ist klar, was sie brauchen und so bilden sie in den Folgejahren Trainer und Schiedsrichter aus, die alle durch den DRV geschult werden, und von dort die entsprechenden Lizenzen bekommen.

### 2008–2010
Im Jahr 2008 kommen neue Mannschaften hinzu, die sich neu gründen oder von bestehenden Vereinen stammen, deren 15er-Team nicht mehr spielfähig ist. Es wird nun eine Frühjahrs- und eine Herbstsaison gespielt. Im Frühjahr können die Jungs vom EPRC Gera ihren Titel verteidigen. Leider nehmen nur 6 Mannschaften an der Saison teil. Im Herbst holt sich dann der Berliner SC mit einem knappen Punkt Vorsprung die Meisterschaft vor dem EPRC Gera.
Die Erfahrungen nach 3 Spielzeiten lassen die Verantwortlichen nachdenklich werden. Passt ein starrer Rahmenspielplan zur Turnierform, in welchem Rugby-7 gespielt wird? Nach der Frühjahrssaison 2009, welche die Mannschaft TowerRugby aus Chemnitz gewinnt, wird ein neues Regelwerk eingeführt, das sich auf die Turniersportart Rugby-7 ausrichtet. Die bisherigen Spielsaisons werden in eine Meisterschaft mit Hinrunde im Herbst und Rückrunde im Frühjahr des folgenden Jahres eingeführt. Mit etabliert wird die Regelung, dass jede Mannschaft für die Teilnahme am Turnier sogenannte Antrittspunkte erhält, und je nachdem wie gut die Mannschaft im Turnier gespielt hat, werden noch Platzierungspunkte vergeben. Die Möglichkeit, dass kleine Vereine und Mannschaften am Turniertag Spielgemeinschaften bilden oder als halbe Mannschaft antreten können, erhöht den Spaßfaktor am Rugbysport und steht im Mittelpunkt.
Meister in der Saison 2009/2010 wird erneut Tower Rugby aus Chemnitz, die damit den Titel verteidigen können. Insgesamt stehen am Ende der Saison 15 Mannschaften in der Rangliste der Meisterschaft. Nach Ende der Saison führen die Mannschaften ein neues Regelwerk ein. Geregelt werden damit die Anmeldungen und mögliche Strafen sowie die Mindestteilnehmermannschaften an den Turnieren. Im Herbst 2010 startet die neue Saison 2010/2011. An deren Ende werden 16 Turniere gespielt sein und der RC Leipzig darf sich als Meister feiern lassen. Erstmals tauchen dabei auch Mannschaften der Universitäten auf, so die Vertreter aus Ilmenau und aus Cottbus.

### 2011–2013
Nach Saisonabschluss im Jahr 2011 treffen sich die Mitglieder, um über das Regelwerk zu befinden. Die bisherige Punktvergabe wird abgeschafft und man lehnt sich an das beim IRB (heute World Rugby) gültige Punktesystem mit 20 Punkten für den Sieger an. Auch werden die möglichen Höchstgrenzen für Mannschaften auf 9 festgeschrieben, die an einem Turnier teilnehmen können. Die Saison beginnt wieder im September und wird nach 12 Turnieren im Juli 2012 beendet sein. Meister wird der USC Magdeburg mit seiner Mannschaft Rugby Legion. Nach der Saison im Sommer 2012 erweitern die Mitglieder das Regelwerk um die Möglichkeit, bei jedem Turnier einen Spieler des Tages durch die anwesenden Mannschaften zu bestimmen. Auch wird der Tatbestand der Schiedsrichterbeleidigung eingeführt, da es in der Vorsaison doch immer wieder diese Auswüchse gab.
Als im Herbst 2012 die Saison beginnt, zeigt sich schnell das die Änderungen im Regelwerk gut waren. Die Anpassungen führen zu deutlich mehr Ruhe auf und neben dem Platz. Mit 21 teilnehmenden Mannschaften in der Saison 2012/2013 zeigt sich die Beliebtheit der Turnierserie. Immer wieder musste Mannschaften von außerhalb Mitteldeutschlands die Teilnahme versagt werden, da mindestens 9 Mannschaften sich angemeldet hatten. Auch nutzten einige Vereine der 1. BL 15er DRV unsere Turniere zur Vorbereitung auf die Deutsche 7er-Meisterschaft des DRV. Es wird dabei deutlich, wo der Unterschied zwischen reinen 7er-Teams und 15er-Teams, die 7er spielen, liegt. Meister werden zum ersten Mal die Jungs der Grubenhunte Rugby des ATSV Freiberg. Aus allen Spielern des Tages wurde am letzten Spieltag der Spieler der Saison bestimmt, welchen sich Jakob Greif aus Ilmenau mit 4 Nennungen sicherte.
Nach Ende der Saison und in Vorbereitung der neuen Spielzeit 2013/2014 sprachen sich die Mitglieder eindeutig für eine notwendige Verbesserung und damit verbundene Schulung der Schiedsrichter aus. Dafür wurde erstmals eine Saisongebühr eingeführt, die der Schiedsrichterausbildung zugutekommen soll. Auch wurden der Spielkommission feste Aufgaben zugewiesen: Der Vorsitzende kümmert sich um die Organisation, ein Stellvertreter um die Finanzen, der andere Stellvertreter koordiniert die Nachwuchsarbeit. Es wurde ebenso ein kommissarischer Schiedsrichterobmann bestellt.

### Seit 2014
Im Jahr 2014 bildeten sich neue Mannschaften in Mitteldeutschland oder haben Interesse am Projekt Mitteldeutsche 7er-Meisterschaft im Rugby. Es gehörten damals 16 Mannschaften der Mitgliederversammlung an. Die Saison ging nach 13 Turnieren zu Ende. Der USC Magdeburg mit seiner Mannschaft Rugby Legion gewinnt verdientermaßen den Titel mit großem Vorsprung vor dem Zweitplatzierten Eastern Province Rugby Club Gera.
Auch in der Spielzeit 2015/16 konnte sich die Liga vergrößern. Neben den beiden Berliner Mannschaften der Coepenick Captains und des Berliner Rugby Clubs, sowie dem jungen Leipziger Club „Leipzig Scorpions“, spielte erstmals auch eine Hochschulmannschaft der HNE Eberswalde aus Brandenburg mit. Meister des Spieljahres wurde der RC Dresden gefolgt von den Vorerzgebirgs Sevens.

## Bisherige Sieger
| Saison           | Sieger                            | Platz 2                      | Platz 3                      | Anzahl Teams |
| ---------------- | --------------------------------- | ---------------------------- | ---------------------------- | ------------ |
| 2007 Herbst      | EPRC Gera                         |                              |                              |              |
| 2008 Frühjahr    | EPRC Gera                         |                              |                              | 6            |
| 2008 Herbst      | Berliner SC                       | EPRC Gera                    |                              |              |
| 2009 Frühjahr    | Rugby Chemnitz (USG)              |                              |                              |              |
| 2009/2010        | Rugby Chemnitz (USG)              |                              |                              | 15           |
| 2010/2011        | RC Leipzig                        |                              |                              | 14           |
| 2011/2012        | Rugby Legion – USC Magdeburg      |                              |                              | 18           |
| 2012/2013        | Grubenhunte Rugby – ATSV Freiberg |                              |                              | 21           |
| 2013/2014        | Rugby Legion – USC Magdeburg      | EPRC Gera                    |                              | 13           |
| 2014/2015        | Rugby Legion – USC Magdeburg      |                              |                              | 17           |
| 2015/2016        | RC Dresden                        | Vorerzgebirgs Sevens         | Rugby Legion – USC Magdeburg | 18           |
| 2016/2017        | Coepenick Captains                | SV Stahl Brandis             | RC Dresden                   | 18           |
| 2017/2018        | SV Stahl Brandis                  | RV Leipzig Scorpions         | Rugby Chemnitz               | 14           |
| 2018/2019        | Rugby Chemnitz (USG) / Kittlitz   | SSV Erfurt Oaks              | SV Stahl Brandis             | 14           |
| 2020–2022 Corona | Rugby Chemnitz (USG) / Kittlitz   | Rugby Legion – USC Magdeburg | Potsdam                      | 15           |
| 2023             | Rugby Chemnitz (USG)              | SSV Erfurt Oaks              | Rugby Legion – USC Magdeburg | 11           |
| 2024             | Rugby Chemnitz (USG)              | SSV Erfurt Oaks              | RC Dresden                   | 9            |

Ergebnisse basieren auf den Unterlagen der Spielkommission der MD7s.

## Organisation
Das höchste Organ dieser Meisterschaft ist die Mitgliederversammlung der teilnehmenden Vereine. Diese wählt eine Spielkommission, die für den laufenden Betrieb zuständig ist. Die Liga wird in offener Turnierform gespielt. Jedes Turnier ist ein in sich geschlossener Wettkampf. Die Ergebnisse der jeweiligen Turniere gehen in eine Rangliste ein.

### Mitgliederversammlung
Die Mitgliederversammlung ist die Vertretung der Vereine. Sie entscheidet über das Regelwerk und alle wichtigen Punkte in Bezug auf die Meisterschaft.

### Spielkommission
Die Spielkommission ist für die Durchführung des Spielbetriebes verantwortlich. Sie wird von der Mitgliederversammlung für die Dauer von einem Jahr gewählt.

### Turniere
Die einzelnen Turniere werden als Tagesveranstaltungen gespielt, wobei die Höchstzahl der Spiele pro Mannschaft auf 4 begrenzt wird. Damit ein Turnier in die Wertung der Rangliste eingehen kann, müssen mindestens drei Mannschaften teilnehmen und die maximale Teilnehmerzahl wird auf neun begrenzt. Aufgrund der hohen Teilnehmeranzahl wurde in den Spielzeiten 2014/15 und 2015/16 mit Spielplänen für bis zu 12 Mannschaften experimentiert.

#### Wertung innerhalb eines Turniers
In den Gruppenspielen wird ein Sieg mit 2 Punkten gewertet. Bei Gleichstand werden die Punkte 1:1 geteilt. Der Verlierer erhält 0 Punkte. Sollte nach den Spielen der Gruppenphase Mannschaften die gleiche Anzahl an Punkten eingespielt haben, wird die Platzierung nach folgenden Regeln entschieden: 1. Punktedifferenz und 2. Anzahl der Versuche.
Steht es in der Finalphase nach einem Finalspiel oder einem Platzierungsspiel unentschieden, werden zwei weitere Halbzeiten je 5 Minuten gespielt. Nach der ersten fünfminütigen Halbzeit wechseln die Mannschaften die Seiten ohne eine Pause. Die Mannschaft die als erstes einen Punkt erzielt gewinnt das Spiel. Steht es nach der Verlängerung weiterhin unentschieden, erfolgen 3 Dropkicks von der 22-m-Linie je Mannschaft.

#### Rangliste
Für die Bestimmung der Ranglistenpunkte ist eine Unterscheidung von Mannschaften vorzunehmen. Es wird nach vier Typen von Mannschaften unterschieden:
- Reguläre Mannschaften (RM): mindestens 7 Spieler des eigenen Vereins + max. 5 Spieler anderer Vereine
- Spielgemeinschaft (SG): Mannschaft zweier Vereine, mindestens je 4 Spieler jedes der zwei Vereine + max. 2 Spieler weiterer Vereine
- Halbe Mannschaft (HM): mindestens 4 Spieler des eigenen Vereins + max. 7 Spieler weitere Vereine, von denen nie mehr als 4 Spieler vom selben Verein sind
- Piratenmannschaft (PM): Mannschaft aus Spielern eines oder mehrerer Vereine

Die im Turnier erzielten Punkte für Sieg und Remis und die Anzahl der erzielten Spielpunkte durch Versuche und Kicks gehen in die Abschlusstabelle des Turniers ein, sind aber für die Rangliste bedeutungslos. Die Abschlusstabellen der Vorrundenturniere werden nach dem im europäischen Rugby bekannten Punkteschlüssel gewertet. Demnach erhalten bei jedem Turnier der Erste 20 Punkte, der Zweite 18 Punkte, der Dritte 16 Punkte, der Vierte 14 Punkte, der Fünfte und der Sechste jeweils 12 Punkte, der Siebte und Achte jeweils 10 Punkte, der Neunte und Zehnte jeweils 8 Punkte.